# Словенске Нове Место
Словенске Нове Место (слч. Slovenské Nové Mesto) насељено је мјесто са административним статусом сеоске општине (слч. obec) у округу Требишов, у Кошичком крају, Словачка Република.

## Становништво
| Година:    | 1994. | 2004.    | 2014.   | 2024.   |
| ---------- | ----- | -------- | ------- | ------- |
| Број људи: | 952   | 1052     | 1104    | 1067    |
| Разлика:   |       | +10,50 % | +4,94 % | -3,35 % |

| Година:    | 2023. | 2024.   |
| ---------- | ----- | ------- |
| Број људи: | 1080  | 1067    |
| Разлика:   |       | -1,20 % |

Према подацима о броју становника из 2011. године насеље је имало 1.085 становника.